# Бойцова, Мария Филипповна
Мария Филипповна Бойцова (1929 — 18 мая 1984) — передовик советской чёрной металлургии, аппаратчик прессовщица Боровичского комбината огнеупоров имени В. И. Ленина Министерства чёрной металлургии СССР, Новгородская область, Герой Социалистического Труда (1981).

## Биография
Родилась в 1929 году в деревне Бели, ныне Мошенского района Новгородской области.
Завершив обучение в школе фабрично-заводского учения, в 1947 году стала работать прессовщицей на комбинате «Красный керамик» в городе Боровичи. С октября 1957 по декабрь 1967 года работала рабочей бригады по прессованию изделий полусухим способом в цехе № 1. С декабря 1967 года стала трудиться прессовщицей на комбинате огнеупоров.
Познала профессию полностью. В 1978 году её бригаде присвоили звание коллектива коммунистического труда. Среднемесячные выработки в 1980 году составили 102,3 %.
Указом Президиума Верховного Совета СССР от 2 марта 1981 года за получение высоких результатов в чёрной металлургии и досрочное выполнение планов Марии Филипповне Бойцовой было присвоено звание Героя Социалистического Труда с вручением ордена Ленина и медали «Серп и Молот».
Продолжала и дальше трудиться на заводе. К 1981 году сумела подготовить 10 новых молодых передовиков производства.
Проживала в городе Боровичи. Умерла 18 мая 1984 года.

## Награды
За трудовые успехи была удостоена:
- золотая звезда «Серп и Молот» (02.03.1981)
- Два ордена Ленина (19.02.1974, 02.03.1981)
- Орден Знак Почёта (30.03.1971)
- другие медали.
- Почётный металлург.